# Ben-Hur (spectacle, 2006)
Pour les articles homonymes, voir Ben-Hur.
Ben-Hur est un spectacle mis en scène par Robert Hossein et écrit par Alain Decaux, d'après le roman de Lewis Wallace. Ben-Hur est une succession de tableaux vivants décrivant les différentes étapes de la vie de Judah Ben Hur, de son emprisonnement dans les galères pour cause de rébellion envers l'occupant romain, à sa rencontre avec Jésus-Christ. Il présente une course de chars.
Ben-Hur a été représenté pour la première fois au stade de France le 22 septembre 2006. Les cinq représentations du spectacle ont attiré 300 000 spectateurs.
Le spectacle a coûté 13 millions d'euros. Pendant la course de chars, menée par des cascadeurs, 28 chevaux tirent sept chars. La course dure douze minutes et a demandé neuf mois de répétitions. Le spectacle comporte également une bataille navale, un défilé de l'armée romaine, la construction d'une galère, des combats de gladiateurs, etc.,,.